# Cloud (pel·lícula)
Cloud (クラウド, Kuraudo) és una pel·lícula de thriller psicològic japonès de 2024 escrita i dirigida per Kiyoshi Kurosawa, i protagonitzada per Masaki Suda. S'ha subtitulat al català.
La pel·lícula es va estrenar fora de competició a la 81a Mostra Internacional de Cinema de Venècia, el 30 d'agost de 2024. Va ser seleccionada per al Millor Pel·lícula Internacional com a representació del Japó, però no va ser nominada.

## Argument
Yoshii (Masaki Suda) és un treballador d'una fàbrica que passa a la llum de la lluna com a distribuïdor en línia. Primer ens trobem amb ell estafant un proveïdor de dispositius sanitaris, que després ven en línia amb un benefici substancial. Amb aquest benefici, rebutja una promoció del seu cap (Yoshiyoshi Arakawa) i en canvi amplia el seu negoci de revenda. Renuncia a la seva feina i s'instal·la a una casa més gran d'un suburbi, que utilitza doblement com a oficina i emmagatzematge de productes. Li demana a la seva xicota, l'Akiko (Kotone Furukawa) que també es mudi. També contracta un assistent, Sano (Daiken Okudaira) per ajudar a dirigir el negoci.
La tensió només augmenta a mesura que Yoshii es torna més despietat en els seus tractes. És assetjat, tant en línia com a la vida real. Sentint-se cada cop més descuidat pel comportament més aviat fred d'en Yoshii i la preocupació pels seus negocis, Akiko marxa de casa. Yoshii també acomiada Sano després que suggereixi nous productes potencials per apuntar.
Mentre que Yoshii es queda aïllat de tothom, els seus proveïdors i clients descontents s'animen més a través d'un fòrum en línia. Quan es troba la nova adreça de Yoshii, alguns d'ells van decidir anar junts per venjar-se. Al mafiós enfadat també s'uneix l'antic cap de Yoshii (Masataka Kubota) . S'armen i amenacen a Yoshii a casa seva. Yoshii s'escapa al bosc, donant lloc a una persecució. Aconsegueix treure'ls de sobre i, de tornada a casa, es troba amb Akiko. Els dos planegen salvar el que queda i fugir. No obstant això, el grup torna a trobar en Yoshii, i aquesta vegada, aconsegueixen segrestar-lo.
El grup té la intenció de cremar viu a Yoshii i transmetre-ho com a càstig. Akiko els segueix en secret. Sano, que es va revelar que tenia connexions obscures, rastreja el telèfon de Yoshii mitjançant GPS i intervé. Mata diversos atacants i rescata Yoshii. Yoshii li pregunta per què va tant lluny, sent només un ex-assistent. Finalment, participen en un tiroteig mortal amb els agressors i els eliminen.
Després, Akiko els troba i suplica a Yoshii que abandoni el seu negoci. Sentant la vacil·lació d'en Yoshii, intenta forçar-lo amb una pistola. Tanmateix, Sano li dispara abans que pugui disparar a Yoshii. Finalment, adonant-se del resultat de la seva acció, Yoshii deixa escapar la seva emoció i plora pel cos sense vida de l'Akiko.
L'escena final mostra en Sano i en Yoshii conduint a distància. Sano l'insta a seguir treballant i obtenint beneficis, prometent tot el que Yoshii sempre vol, fins i tot "coses que poden destruir el món". Yoshii murmura: "Així és com aniràs a l'infern", deixant la veritable naturalesa de Sano i la seva situació ambigua.

## Repartiment
- Masaki Suda com a Ryosuke Yoshii, un distribuïdor a Internet[5]
- Kotone Furukawa com a Akiko, l'amant de Yoshii[5]
- Daiken Okudaira com a Sano, l'assistent de Yoshii[5]
- Amane Okayama com a Miyake, un home que resideix en un cibercafè[5]
- Yoshiyoshi Arakawa com a Takimoto, propietari de la fàbrica on treballa Yoshii[5]
- Masataka Kubota com a Muraoka, que incorpora Yoshii al negoci de revenda en línia[5]
- Yutaka Matsushige[7]
- Masaaki Akahori com a Tonoyama Souichi, president de la fàbrica[7]
- Maho Yamada com a Chizuru, esposa de Tonoyama[7]
- Mutsuo Yoshioka com a Yabe[7]
- Yusei Mikawa com a Inoue[7]
- Toshihiro Yagi com a Hojo, oficial de policia[7]
- Yoshiyuki Morishita com a Murota[7]
- Tetsuya Chiba com a caçador[7]

## Estrena
Cloud es va estrenar fora de competició a la 81a Mostra Internacional de Cinema de Venècia. La pel·lícula s'estrenarà al Japó el 27 de setembre de 2024. i va ser seleccionada per al Millor Pel·lícula Internacional com a representació del Japó als Premis Oscar de 2024.
També va ser seleccionat a la presentació de gala al 29è Festival Internacional de Cinema de Busan que es projectarà el 3 d'octubre de 2024. Ha estat seleccionat per al MAMI Mumbai Film Festival 2024 dins la secció de World Cinema.

## Recepció

### Resposta crítica
Al lloc web de l'agregador de ressenyes Rotten Tomatoes, el 92% de les 25 crítiques són positives, amb una valoració mitjana de 7,60/10. Metacritic, que utilitza una mitjana ponderada, va assignar a la pel·lícula una puntuació de 70 sobre 100, basada en 7 crítics, indicant crítiques "generalment favorables".

### Reconeixements
| Premi                        | Data                 | Categoria                | Receptor | Resultat | Ref.   |
| ---------------------------- | -------------------- | ------------------------ | -------- | -------- | ------ |
| Festival de Cinema de Sitges | 13 d'octubre de 2024 | Millor pel·lícula Órbita | Cloud    | Nominat  | [ 12 ] |